# Kelly Ayotte
Kelly Ann Ayotte (Nashua, 27 giugno 1968) è una politica e avvocato statunitense, governatrice del New Hampshire dal 2025 ed in precedenza senatrice per lo stesso stato dal 2011 al 2017. Ancor prima, Ayotte ha servito come Procuratore generale del New Hampshire dal 2004 al 2009. Ayotte è membro del Partito Repubblicano.

## Biografia

### Studi e formazione
Nata e cresciuta in New Hampshire, la Ayotte conseguì un bachelor in scienze politiche e nel 1993 si laureò in legge alla Villanova University.
Dal 1994 al 1998 lavorò come avvocato in uno studio legale privato. Nel 1998 andò a lavorare nell'ufficio del Procuratore Generale del New Hampshire. Nel 2003 l'allora governatore Craig Benson la assunse come consulente legale.
Qualche mese dopo la Ayotte tornò all'impiego precedente e venne promossa vice-procuratore generale. A giugno del 2004, quando il procuratore dovette dimettersi per uno scandalo sessuale, il governatore scelse la Ayotte per prendere il suo posto.
Nel 2010 il senatore repubblicano Judd Gregg, in carica dal 1993, decise di non cercare la rielezione e così la Ayotte si candidò per succedergli.
Dopo aver ottenuto diversi appoggi all'interno del partito, fra cui quello di Sarah Palin, la Ayotte riuscì a vincere le primarie (battendo fra gli altri il candidato dei Tea Party) e affrontò le elezioni generali, sconfiggendo anche l'avversario democratico, il deputato Paul Hodes.
Nel 2016 si ricandidò per un secondo mandato, ma perse contro la governatrice uscente dello Stato del New Hampshire, Maggie Hassan, per poche centinaia di voti.

### Posizioni politiche
Per quanto riguarda l'ideologia, la Ayotte è una fervente conservatrice. Si oppone all'aborto, giustificandolo solo in condizioni estreme come lo stupro, l'incesto e il pericolo di vita della madre.
Inoltre è contraria ai matrimoni omosessuali e alle adozioni da parte dei gay.
In materia di salario minimo, la Ayotte è contro qualunque legge che garantisca un suo incremento. Si è inoltre opposta alla legge che obbliga i datori di lavoro a concedere ai dipendenti la retribuzione durante il congedo per malattia.
È una grande sostenitrice del diritto di possedere ed utilizzare delle armi, previsto e regolamentato dal secondo emendamento della Costituzione.
È altresì favorevole all’"Arizona SB 1070", un disegno di legge approvato dallo stato dell'Arizona che propone un approccio molto aggressivo nei confronti dell'immigrazione clandestina.
Nel campo dell'assistenza sanitaria, la Ayotte è contraria alla riforma ideata dal Presidente Obama e propone l'introduzione di crediti d'imposta federali per ridurre il numero di cittadini non assicurati.
La Ayotte non ha approvato l'American Recovery and Reinvestment Act del 2009 e per quanto riguarda il debito del governo propone dei tagli al budget per tutti i dipartimenti governativi federali.
Sul piano finanziario, la Ayotte sostiene i tagli alle tasse e favorisce l'estensione delle aliquote fiscali.
Riguardo al dibattito su al-Qaida, la Ayotte propone un duro contrattacco verso questo movimento e verso tutti i suoi affiliati. In occasione dell'assassinio di Osama bin Laden, la Ayotte è stata fra coloro che approvavano la diffusione delle immagini del cadavere del terrorista.
Kelly Ayotte è favorevole a porre un limite di mandati per i membri del Congresso; lei stessa ha promesso di non servire più di due mandati (cioè dodici anni).
Sposata con Joseph Daley dal 2001, la Ayotte ha due figli: Katherine e Jacob.